# Jimmy Evans
Jimmy Evans (* 23. November 1936 in Mariana, Arkansas; † 3. August 2011) war ein US-amerikanischer Rockabilly-Musiker. Als Multi-Instrumentalist spielte Evans mit Stars wie Pat Boone, Jerry Lee Lewis, George Jones, Eddie Bond und Billy Lee Riley.

## Leben

### Kindheit und Jugend
Jimmy Evans wurde 1936 (anderen Quellen nach 1938) in Arkansas nicht weit von Memphis, Tennessee, geboren. Er wurde gleichermaßen vom Blues wie Country beeinflusst und wuchs in einer musikalischen Familie auf. Als Evans‘ Gesangstalent zum Vorschein kam, arrangierte seine Tante 1954 ein Vorspiel bei Sam Phillips, Besitzer von Sun Records in Memphis. Phillips war aber der Meinung, dass Evans noch zu jung war und lehnte einen Vertrag ab. Noch während Evans in der High School war, gründete er seine eigene Band, mit der er eine Show auf KXJK in Forest City, Arkansas, hatte.

### Karriere
Nachdem Evans seinen High-School-Abschluss hatte, kam er erneut zu Sun und wurde diesmal von Phillips als Musiker engagiert. Vor allem als Studiomusiker wurde Evans für Sun eingesetzt, meistens spielte er auf Demo-Bändern von neuen Künstlern, die keine eigene Band hatten. Er ist so unter anderem auf Songs von Mack Self, Charlie Rich und anderen zu hören. Evans freundete sich schnell mit den Studio-Pianisten Jimmy Wilson an, der in einem Apartment neben dem Sun Studio wohnte, in dem auch Evans Unterkunft fand.
1956 wurde Evans Bassist in Conway Twittys neuer Band. Bereits vorher hatte Evans auf einigen von Twittys Demo-Aufnahmen bei Sun gespielt, die man unter Twittys richtigem Namen Harold Jenkins eingespielt hatte. Für Twitty spielte Evans Bass auf dessen ersten Session für Mercury Records und schrieb den Song Why Can’t I Get Through to You. Als Mitglied der Hintergrundband wurde Evans auch auf Tourneen durch die USA und Kanada mitgenommen.
Evans hoffte, bei Sun endlich auch eine eigene Platte zu veröffentlichen, aber Sam Phillips war mit seinen Rockabilly-Musikern beschäftigt und zu dieser Zeit sang Evans noch Country. Er schrieb daraufhin seinen eigenen Rockabilly-Song The Joint’s Really Jumpin‘, den er 1962 auf Anraten von Gene Simmons beim kleinen Clearmont-Label veröffentlichte. Auf der Aufnahme spielten Simmons‘ Bruder Carl Simmons (Gitarre), sein Freund Jimmy Wilson (Klavier) und Jesse Carter (Bass).
Vorher hatte er zwei Jahre lang mit Ronnie Hawkins gespielt. Er trat dessen Begleitband, den Hawks, 1958 bei und ist auf Hawkins’ ersten beiden Alben für Roulette Records sowie den Hits Mary Lou und Ruby Baby. 1960 verließ er die Band aber, da er seine eigene Karriere vorantreiben wollte.
Nach der Veröffentlichung von The Joint’s Really Jumpin‘ gelang Evans schließlich mit Messy Bessy für Shimmy Records selbst der Sprung in die Charts. Von seinen insgesamt 22 Singles erreichten vier die Charts. Als Songwriter konnte er mit dem Lied It Wouldn’t Happen with Me Erfolge verzeichnen, da es von Johnny Rivers und Jerry Lee Lewis gecovert wurde. Nachdem Rockabilly seine Beliebtheit verloren hatte, wechselte er wieder zur Country-Musik. 1968 stellte er Tourneen ein, spielte mit seiner Band aber weiterhin Auftritte in Arkansas und war acht Jahre lang Mitglied des Arkansas Jamborees.
1984 spielte Evans für das Twin-Label den Song Pink Cadillac ein. Um den typischen Rockabilly-Sound zu bekommen, wurde die Aufnahme mit Evans‘ Slap-Bass im Nachhinein hinzu gemischt. Jimmy Evans stand bis zu seinem Tod regelmäßig in Arkansas auf der Bühne, trat auch in Europa auf und wurde in die Rockabilly Hall of Fame aufgenommen.

## Diskografie
Diskografie ist nicht vollständig.
| Jahr                    | Titel | Label #          |
| ----------------------- | --- | ---------------- |
| 1962                    | The Joint’s Really Jumpin‘ / I Just Don’t Love You                                                                   | Clearmont C-502  |
|                         | The Joint’s Really Jumpin‘ / I Just Don’t Love You                                                                   | Caveman C-502    |
|                         | Messy Bessy / Since You’re Gone                                                                                      | Shimmy 1054      |
|                         | Fooled Again / Suspicion                                                                                             | River R-500      |
| 1968                    | Dudley Do-Rite / Call Me Mister Lonesome                                                                             | Rebel-Ace 737    |
| 1984                    | Pink Cadillac / Leaving Albuquerque (als Jimmy Dale Evans)                                                           | Twin TR 11982    |
| Unveröffentlichte Titel | |                  |
|                         | - Give Me One More Chance - J & E Twist (Version 1) - J & E Twist (Version 2) - What Am I Gonna Do                   |                  |
|                         | - 706 Union Breakdown - American Sound Stomp - I Hate to Say Goodbye - John’s Place - Johnny B. Goode - Little Susie | Status unbekannt |

### Alben
- 1993: The Joint’s Really Jumpin‘ (NL)
- 2001: Rock-a-Billy at It’s Finest
- 2003: Arkansas’s Been Rockin’